# Каноние
Каноние (на френски: Canonnier) е мултифункционален стадион в белгийския град Мускрон. Той е построен през 1930 г. и на него играе отборът на Мускрон. Стадионът има капацитет от 10 800 места.